# سفارة فرنسا في فنلندا
سفارة فرنسا في فنلندا هي أرفع تمثيل دبلوماسي لدولة فرنسا لدى فنلندا. تقع السفارة في هلسنكي وهي تهدف لتعزيز المصالح الفرنسية في فنلندا.

## وصلات خارجية
- الموقع الرسمي
- قائمة سفارات فرنسا
- قائمة السفارات في فنلندا